# Listă de filme franceze din 2010
Aceasta este o listă de filme franceze din 2010:
| 2010                                                                                              |                       |                                                                     |                                               | |
| Gainsbourg (Vie héroïque)                                                                         | Joann Sfar            | Eric Elmosino, Lucy Gordon                                          | Drama                                         | [ 1 ] |
| Ensemble c'est trop                                                                               | Lea Fazer             | Nathalie Baye, Pierre Arditi, Aïssa Maïga                           | Comedy                                        | [ 2 ] |
| From Paris with Love                                                                              | Pierre Morel          | John Travolta, Jonathan Rhys Meyers, Melissa Mars                   | Action                                        | [ 3 ] |
| The Ghost Writer                                                                                  | Roman Polanski        | Ewan McGregor, Pierce Brosnan, Kim Cattrall                         | Thriller                                      | [ 4 ] |
| 22 Bullets                                                                                        | Richard Berry         | Jean Reno, Gabriella Wright, Kad Merad                              | Action                                        | |
| The Extraordinary Adventures of Adèle Blanc-Sec (Les Aventures extraordinaires d'Adèle Blanc-Sec) | Luc Besson            | Louise Bourgoin, Mathieu Amalric, Gilles Lellouche, Jean-Paul Rouve | Fantasy film, Adventure film, Film adaptation | Based on the Franco-Belgian comics series of the same name, written and illustrated by Jacques Tardi.                                                                                   |
| Copacabana                                                                                        | Marc Fitoussi         | Isabelle Huppert, Lolita Chammah                                    | Comedy                                        | [ 5 ] |
| The Tree                                                                                          | Julie Bertuccelli     | Charlotte Gainsbourg                                                | Drama                                         | This is a Christmas film, in a French/Australian co-production and the film premiered in 2010 Cannes Film Festival.                                                                     |
| Happy Few                                                                                         | Antony Cordier        |                                                                     |                                               | Entered into the 67th Venice International Film Festival. |
| Simon Werner a Disparu                                                                            | Fabrice Gobert        | Jules Pelissier, Ana Girardot, Serge Riaboukine                     | Thriller                                      | [ 6 ] |
| Little White Lies                                                                                 | Guillaume Canet       | François Cluzet, Marion Cotillard                                   | Comedy, drama                                 | |
| Black Venus                                                                                       | Abdel Kechiche        |                                                                     |                                               | Entered into the 67th Venice International Film Festival. |
| Le Nom des gens The Names of Love                                                                 | Michel Leclerc        | Sara Forestier, Jacques Gamblin, Zinedine Soualem                   |                                               | The film was awarded two César Awards in 2011, including best female lead for Sara Forestier and best writing. The former French Prime Minister Lionel Jospin makes a cameo appearance. |
| Rubber                                                                                            | Quentin Dupieux       | Stephen Spinella, Roxane Mesquida, Jack Plotnick, Haley Ramm        | Horror comedy film                            | |
| Captifs Caged                                                                                     | Yann Gozlan           | Zoe Felix                                                           | Horror film                                   | |
| Tournée On Tour                                                                                   | Mathieu Amalric       |                                                                     | Comedy                                        | |
| Des hommes et des dieux                                                                           | Xavier Beauvois       | Lambert Wilson, Michael Lonsdale                                    | Drama                                         | |
| Le hérisson The Hedgehog                                                                          | Mona Achache          |                                                                     |                                               | Based on the novel The Elegance of the Hedgehog by Muriel Barbery |
| Elle s'appelait Sarah Sarah's Key                                                                 | Gilles Paquet-Brenner | Kristin Scott-Thomas                                                | Drama                                         | |
| The Woman That Dreamed About a Man                                                                | Per Fly               | Sonja Richter, Marcin Dorociński, Mikael Nyqvist                    | Drama                                         | |
| De vrais mensonges                                                                                | Pierre Salvadori      | Audrey Tautou, Nathalie Baye, Sami Bouajila                         | Romantic comedy                               | English titles: Beautiful Lies and Full Treatment |